# Clonaggio

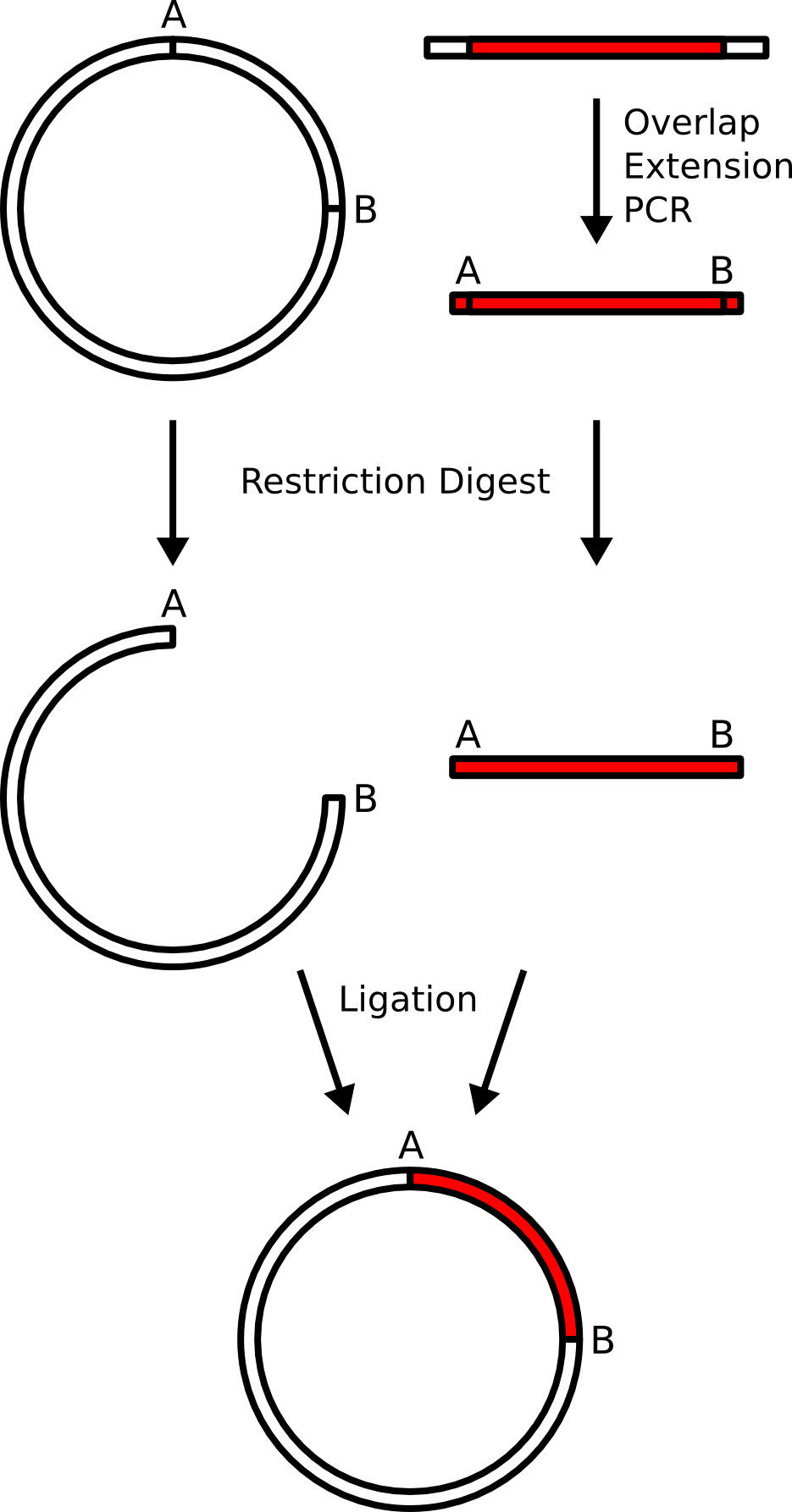
L'immagine schematizza la procedura di clonaggio come descritta a sinistra.

Clonaggio, con riferimento a frammenti di DNA, è un insieme di metodi sperimentali nella biologia molecolare che descrive l'assemblaggio di molecole ricombinanti e, dunque, una serie di tecniche con le quali è possibile ottenere più copie di una determinata sequenza nucleotidica, non necessariamente di natura genica.
L'uso del termine clonaggio si riferisce al fatto che il metodo includa la replicazione di una molecola per produrre una colonia di cellule con le stesse molecole di DNA.
Esistono essenzialmente due tecnologie di clonaggio: la prima, anche in ordine temporale (risale agli anni settanta), utilizza per il clonaggio del DNA gli enzimi di restrizione e vettori di clonaggio. Il frammento d'interesse deve essere isolato con enzimi di restrizione e quindi inserito in un vettore (tipicamente un plasmide) mediante reazione di ligasi. Il vettore così ottenuto viene inserito nella cellula ospite, che viene coltivata in terreni selettivi.
Un secondo tipo di clonaggio, oggi ampiamente più usato e che ha rivoluzionato la biologia molecolare, è divenuto possibile nel 1985 con la messa a punto della reazione a catena della polimerasi o PCR. In breve, questa tecnica sfrutta la reazione catalizzata in vivo dall'enzima DNA polimerasi, durante la duplicazione semiconservativa del DNA, per realizzare clonaggi in vitro di qualsiasi frammento, di opportuna lunghezza, localizzato tra due brevi sequenze nucleotidiche dette primers.

## Storia

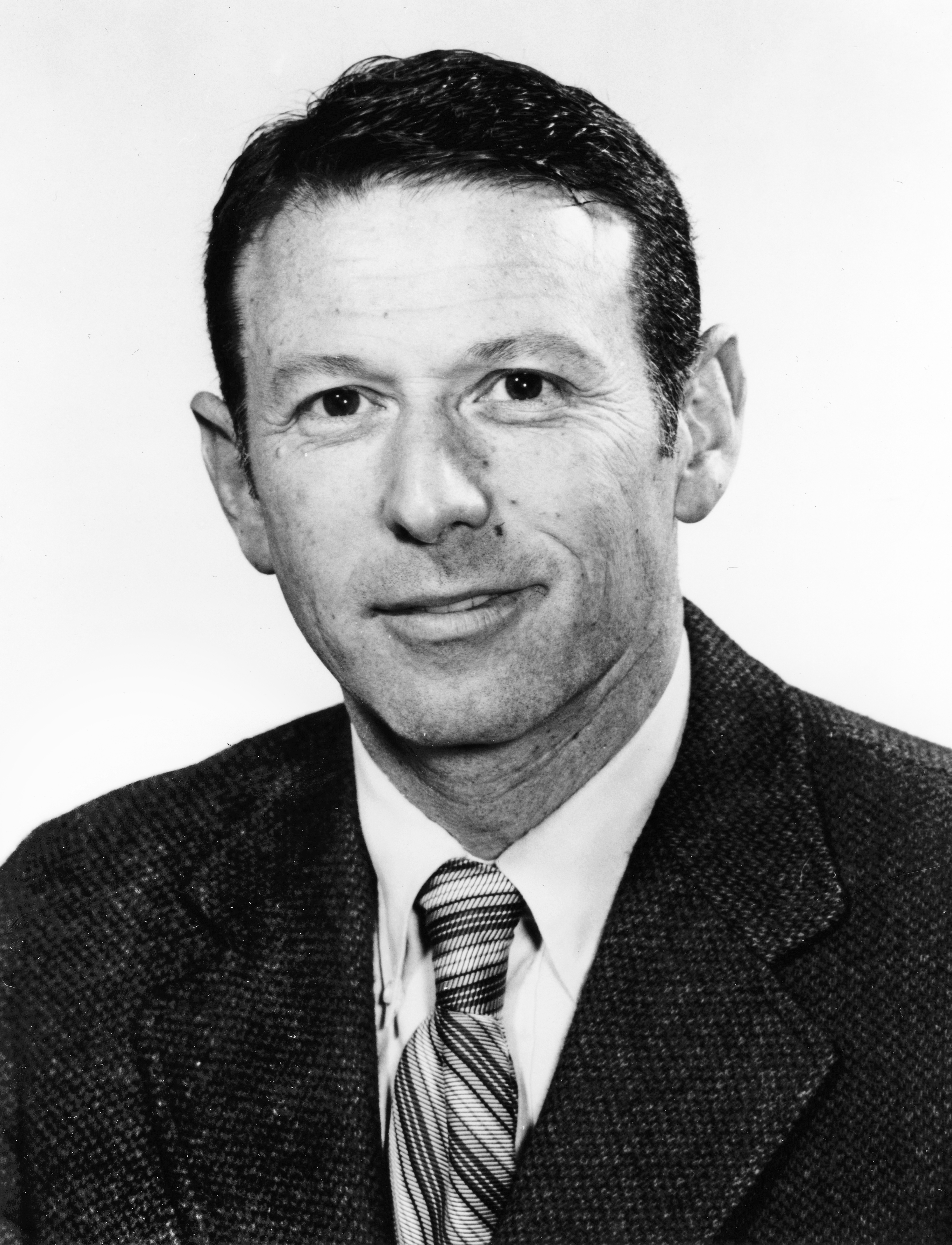
Paul Berg

Prima del 1970, la nostra comprensione della genetica e della biologia molecolare è stata gravemente ostacolata da un'incapacità di isolare e studiare i singoli geni da organismi complessi.
La situazione è cambiata radicalmente con l'avvento di metodi di clonazione molecolare. 
Nel 1971 Paul Berg, biochimico statunitense, dopo un periodo trascorso alla Università Washington a Saint Louis, si trasferì alla Università di Stanford dove si occupò principalmente di ingegneria genetica. Egli riuscì a rimuovere e trapiantare numerosi geni trasferendo il DNA da un organismo a un altro. Integrò infatti il DNA di alcuni geni del virus SV 40 della scimmia nel cromosoma del batterio Escherichia coli, che è in grado di moltiplicarsi rapidamente. Con questa tecnica di ingegneria genetica si è creata la premessa per la conoscenza della struttura dei geni e per interventi diretti sul materiale genetico degli organismi. 
Berg nel 1972 realizzò il suo primo clonaggio e successivamente nel 1977 clonò il primo gene umano
(somatostatina), che permetteva ai batteri di produrre questa proteina umana.
Questi studi gli valsero nel 1980 il premio Nobel condiviso con Walter Gilbert e Frederick Sanger.

## Elementi del clonaggio
Sono necessari degli elementi affinché avvenga il processo del clonaggio; questi sono i vettori, che devono essere in grado di: 
- replicarsi all'interno di un organismo ospite (amplificazione);
- contenere regioni non essenziali che possono essere sostituite dalla sequenza di interesse;
- contenere regioni che permettono l'inserimento di sequenze (polylinker);
- diventare marcatori genici (utili per la selezione);
- essere facilmente estratti dalla cellula ospite.

I vettori principali sono: 
1. Plasmidi
2. Cosmidi
3. Batteriofagi
4. BAC
5. YAC

### Enzimi di restrizione
Gli enzimi di restrizione sono enzimi prodotti dalle cellule batteriche, che tagliano la molecola di DNA. Ogni enzima taglia in corrispondenza del suo specifico sito di restrizione. Solitamente i tagli vengono effettuati obliquamente, cioè lasciando delle basi non appaiate. Questi enzimi nei batteri svolgono una funzione protettiva contro l'infezione di virus: quando il materiale genetico virale viene iniettato nella cellula, gli enzimi di restrizione lo tagliano. Per evitare però che gli enzimi taglino il DNA batterico dove non dovrebbe, avviene un processo chiamato metilazione a carico della metilasi che consiste nell'aggiunta di un gruppo metile ai siti di restrizione del DNA batterico. In questo modo gli enzimi di restrizione non tagliano il DNA batterico.
Il primo enzima di restrizione scoperto è stato trovato in un ceppo di Escherichia coli: l'EcoR1: E indica il genere batterico (Escherichia), co la specie (coli), R il ceppo di laboratorio (ceppo RY13), 1 indica il fatto che fu il primo identificato in quel ceppo batterico. Questo enzima di restrizione taglia in corrispondenza della sequenza GAATTC in direzione 5' → 3'. L'enzima EcoR1 seca i due filamenti di DNA tra la guanina e l'adenina ad essa adiacente, ottenendo così due estremità coesive ("sticky ends").
```
5'...G    AATTC...3'
     |        |
3'...CTTAA    G...5'
```

Le estremità non appaiate saranno complementari alle estremità del transgene che si vuole inserire nel DNA batterico affinché si leghino e il DNA batterico inglobi il transgene.
Il problema che emerge con questo tipo di taglio è che le due estremità coesive sono identiche, perciò il transgene può essere inglobato in entrambe le direzioni. Se si inserisce nella direzione giusta codifica correttamente, mentre se si inserisce al contrario non codifica in modo corretto. 
Per questo motivo si devono utilizzare due diversi enzimi di restrizione che taglino il DNA batterico lasciando estremità diverse, in modo che il transgene possa inserirsi correttamente. Ad esempio il segmento di DNA
```
5'...GAATTC...GGATCC...3'
3'...CTTAAG...CCTAGG...5'
```

quando tagliato dagli enzimi di restrizione EcoRI e BamHI diventa
```
5'...GAATT     C...G     GATCC...3'
3'...C     TTAAG...CCTAG     G...5'
```

e perde la parte centrale che viene sostituita dal transgene che avrà come estremità:
```
5'     ...     3'
3' TTAA...CTAG 5'
```

il quale si lega al DNA batterico in modo univoco:
```
5'...GAATT     ...     GATCC...3'
3'...C     TTAA...CTAG     G...5'
```

Il problema di questa tecnica è che ogni enzima di restrizione necessita del proprio buffer.
Si può ricorrere, però, a enzimi di restrizione che non lasciano estremità coesive identiche, come ad esempio il Bsu36I che individua il segmento:
```
5'...CCTNAGG...3'
3'...GGANTCC...5'
```

(in cui la coppia di nucleotidi N può essere qualunque) e lo taglia nel seguente modo:
```
5'...CC    TNAGG...3'
     ||       ||
3'...GGANT    CC...5'
```

Si nota quindi che le estremità coesive non sono identiche, poiché N nel filamento 3'→5' è complementare ad N nel filamento 5'→3', ad esempio:
```
5'...CC    TTAGG...3'
     ||       ||
3'...GGAAT    CC...5'
```

Quindi un transgene alle cui estremità presenta:
```
5' TTA...    3'
3'    ...AAT 5'
```

può legarsi in modo univoco e direzionato all'interno del DNA:
```
5'...CC    TTA...    TTAGG...3'
3'...GGAAT    ...AAT    CC...5'
```

Questo permette di inserire un transgene nella direzione corretta utilizzando un solo enzima di restrizione.

### Plasmidi

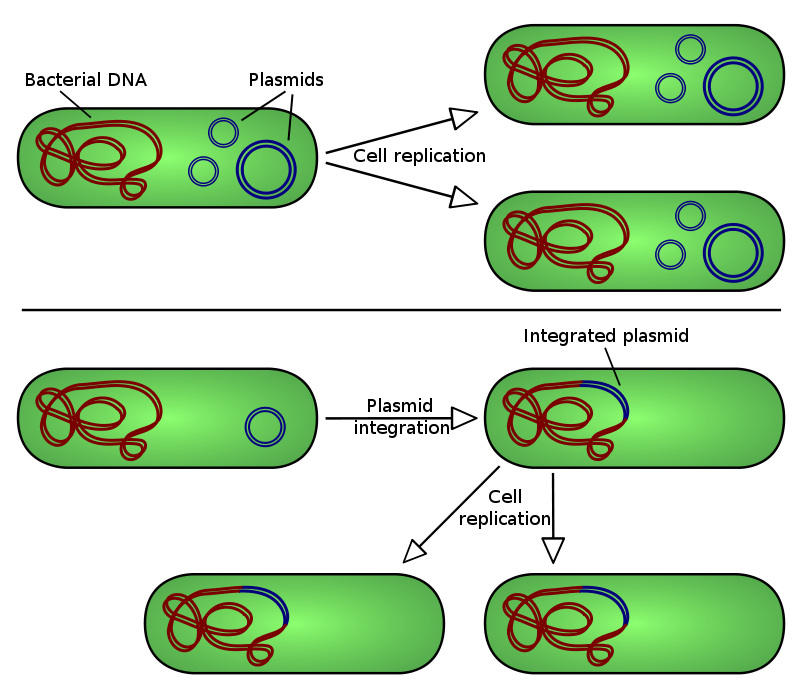
Due tipi di inserimento di un plasmide in un batterio ospitante; in alto il plasmide non si integra con il DNA del batterio, mentre al di sotto accade ciò

I plasmidi sono elementi genetici extracromosomici che si replicano autonomamente in cellule batteriche. Normalmente i plasmidi hanno DNA circolare a doppio filamento, anche se esistono dei plasmidi con DNA lineare. All'interno delle cellule di E. coli il DNA plasmidico si trova in una forma caratteristica, in cui il DNA circolare a doppio filamento condensa nello spazio intorno all'asse della doppia elica. Tale struttura viene chiamata “struttura superavvolta” ed è quella presente in natura.
I plasmidi utilizzati come vettori di clonaggio sono dei derivati di plasmidi naturali, specializzati per rispondere a ben precisi requisiti:
- contengono una sequenza, denominata sequenza ori (da origine), che funziona come origine di replicazione del DNA plasmidico nelle cellule batteriche ospiti e che permette, quindi, ai plasmidi di replicarsi come elementi extracromosomici. La replicazione del DNA plasmidico avviene quindi in modo indipendente dalla replicazione del DNA del cromosoma;
- contengono almeno un marcatore selettivo che permette di distinguere le cellule ospiti che contengono il plasmide da quelle che non lo contengono; ad esempio marcatori selettivi, normalmente si utilizzano come marcatori selettivi geni che conferiscono la resistenza agli antibiotici.
- un buon vettore di clonaggio deve contenere una zona dove è possibile “inserire” il DNA esogeno da clonare. Questa zona, che è chiamata polylinker, o zona di clonaggio multiplo, è costituita da un tratto di DNA che contiene delle sequenze, dette siti di restrizione, che sono riconosciute come siti di taglio da parte di enzimi di restrizione.

### Cosmidi
Un cosmide è un vettore che utilizza specifici geni λ ("lambda"). I cosmidi sono vettori plasmidici in cui sono stati inseriti i siti cos (estremità coesive) del genoma λ. Questi siti sono richiesti per impacchettare il DNA nel virione λ. I plasmidi modificati possono essere impacchettati in vitro nel virione, e le particelle fagiche utilizzate per infettare Escherichia coli. Quindi, utilizzando i cosmidi, non è richiesta la trasformazione di E. coli, processo poco efficiente.

### Batteriofagi
I fagi (o batteriofagi) sono virus formati da una coda e da una testa nella quale è contenuto il genoma che rilascia una volta infettata la cellula. I fagi atti al clonaggio sono il fago λ e il fago M13. Il fago λ permette clonazioni piccole, al massimo fino a 20 kB, ciò è dovuto al suo DNA impacchettato nella testa di forma icosaedrica. La coda, invece, è formata da costituenti codificati dal genoma del fago. Il fago M13, invece, è più efficiente e riesce a clonare DNA di grandi dimensioni in quanto il suo unico filamento genetico non ha vincoli. Il fago M13 è denominato anche maschio-specifico poiché entra nella cellula ospite attraverso il pilus, un'appendice batterica che favorisce l'interazione con altri organismi.

### BAC
Un bacterial artificial chromosome (BAC) è un vettore di DNA creato artificialmente e basato sul plasmide F isolato da E. coli.
Il BAC si distingue per la capacità di trasportare una quantità maggiore di DNA rispetto ai vettori naturali. Infatti oscilla tra i 100 kB e 300 kB, 10-30 volte maggiore ai plasmidi. Al fine di inserire i BAC all'interno di una cellula viene sfruttata l'elettroporazione, attraverso la quale la permeabilità di membrana aumenta.

### YAC
Gli yeast artificial chromosome (YAC) sono vettori cromosomici eucariotici artificiali di lievito che possiedono telomeri, centromeri a più punti di duplicazione. Possiedono, inoltre, diversi siti di restrizione che permettono loro di avere una capacità di trasportare fino a 1400 kB, fino ad oggi sono tra tutti, i vettori che trasportano più regioni del DNA.

## Fasi del clonaggio
Il processo del clonaggio richiede 4 fasi: isolamento di una sequenza di DNA, inserimento della sequenza in una cellula ospite, moltiplicazione delle cellule riceventi e selezione delle cellule.

### Isolamento
Il clonaggio può essere effettuato su una sequenza di DNA del genoma o su una copia a DNA di un RNA messaggero (mRNA). Nel primo caso si possono prelevare anche sequenze non codificanti, mentre nel secondo si può isolare solo la sequenza espressa di un gene, metodo preferito nelle biotecnologie. Nel caso in cui si scelga una molecola di mRNA, per poterlo inserire nel genoma si utilizza un enzima, chiamato trascrittasi inversa, che permette di convertirlo nuovamente in DNA. La copia di una sequenza di mRNA è detta DNA complementare (cDNA), l'insieme di questi è chiamata libreria di cDNA. L'isolamento della sequenza di mRNA interessata avviene grazie alla sua caratteristica di avere una coda di poli-A all'estremità 3', formata da adenosina, l'RNA viene immerso in una resina contenente catene di poli-T che si legano alle code poli-A, il restante mRNA viene poi raccolto nella sua forma pura.

### Inserimento
Per inserire le molecole selezionate di cDNA si utilizzano i vettori plasmidici. Per inserire nel vettore la sequenza scelta è necessario tagliare una sequenza di DNA plasmidico e sostituirla con quella selezionata. A questo punto bisogna utilizzare particolari enzimi batterici, endonucleasi di restrizione, capaci di legarsi a determinate sequenze di DNA e tagliare la doppia elica negli appositi siti di taglio, per preparare il cDNA e il vettore all'inserimento. L'inserimento vero e proprio avviene attraverso le DNA ligasi, enzimi che ripristinano il legame fosfodiesterico tra i nucleotidi, saldando due frammenti di DNA distinti.

### Moltiplicazione
I DNA ricombinanti contenenti cDNA vengono inseriti nelle cellule batteriche ospiti. I vettori contengono anche un plasmide di resistenza a una particolare sostanza; solo alcuni batteri, quelli che contengono il fattore di resistenza all'antibiotico in cui vengono fatti riprodurre, sopravvivono. Questi possiedono tutte le sequenze di cDNA. Ogni singola cellula originerà un clone di un singolo cDNA. L'insieme dei cloni è la biblioteca di DNA.

### Selezione
Per capire in quali batteri è effettivamente presente la sequenza di cDNA si usa il metodo di Southern Blotting. Questo procedimento è composto da tre fasi:
- Elettroforesi sul gel di agarosio: i cDNA digeriti vengono inseriti in pozzetti formatosi dalla solidificazione di una miscela contenente agarosio. Applicando un campo elettrico, il DNA (carico negativamente) si sposta verso il polo positivo e le molecole si separano in base al peso molecolare. ll vettore più pesante andrà più lentamente del cDNA (più leggero).
- Trasferimento: la doppia elica del DNA viene aperta e viene appoggiato a una membrana di nitrocellulosa.
- Ibridazione: viene preparata in laboratorio una molecola di DNA complementare alla sequenza che contiene una molecola di fosforo radioattivo (32P), facilmente riconoscibile dalla fosforescenza. Il cDNA di interesse si lega spontaneamente alla molecola complementare, così da essere riconosciuto.

## Applicazioni del clonaggio

### Utilizzi delle proteine ricombinanti
Le proteine ricombinanti sono ottenute in seguito alla trascrizione e traduzione di un frammento di DNA ricombinante. Per ottenerle bisogna clonare il gene che codifica per la proteina in '' vettori di espressione '' che contengono i segnali per dare il via alle fasi di trascrizione e traduzione.
Vengono utilizzate anche in campo medico per:
- Vaccini ricombinanti come difteria, epatite B, influenza, malaria, morbillo, pertosse, poliomielite, tetano e, anche se ancora in fase sperimentale, epatite C e HIV;
- Ormoni come ACTH, ormone follicolo stimolante, tiretropina, HGH (ormone della crescita), EPO, somatrotopina, calcitonina, glucagone, insulina;
- Peptidi bioattivi come interferoni, interleuchine;
- Emoglobine;
- Leptina umana (proteina secreta dalle cellule adipose in grado di controllare il peso corporeo);
- Fattori neurotrofici come NGF (fattore di crescita nervosa umana), BDNF (fattore neurofico derivato dal cervello), NT-3 (neurotrofina-3), NT-4 (neurotrofina-4), GDNF (fattore neurotrofico delle cellule derivate della linea gliale), CNTF (fattore neutrofico ciliare);
- Inibitori della proteasi.

### Organizzazione del genoma e espressione del gene
Il clonaggio ha avuto un ruolo fondamentale nell'opera di sequenziamento del DNA di una vasta gamma di specie e all'esplorazione della loro diversità genetica. Questo lavoro è stato condotto determinando la sequenza di DNA di un gran numero di frammenti del genoma clonati casualmente e assemblando le sequenze che si sovrapponevano.
A livello dei geni individuali, le cellule clonate sono impiegate come sonde molecolari utili a esaminare come i geni sono espressi e come l'espressione sia collegata ad altri processi biologici quali il metabolismo, i segnali extracellulari, lo sviluppo, l'apprendimento, l'invecchiamento e la morte della cellula. I geni clonati possono anche provvedere strumenti per analizzare la funzione biologica e l'importanza dei geni individuali.

### Organismi transgenici
Una volta caratterizzato e manipolato a fornire segnali per un'adeguata espressione, i geni clonati possono essere inseriti all'interno dell'organismo, generando organismi transgenici, chiamati anche organismi geneticamente modificati (OGM). Benché molti OGM sono generati per le ricerche biologiche, un numero di OGM sono stati sviluppati per l'uso commerciale, che vanno dagli animali e piante che producono farmaci o altri composti, piante di grano resistenti agli erbicidi e pesci tropicali fluorescenti per acquari (GloFish).

### Terapia del gene
Un'applicazione del clonaggio si ha nella terapia genica, cioè l'inserzione di materiale genetico (DNA) all'interno di cellule per poter curare delle patologie legate al difetto o all'assenza di uno o più geni. La terapia può riguardare sia cellule germinali, che portano mutamenti all'intero organismo e alla generazione filiale, sia cellule somatiche. La prima applicazione si ebbe negli anni settanta, mentre nel 1990 William French Anderson realizzò la prima terapia genica applicata a un essere umano, una bambina affetta da SCID. La pratica ha sollevato molte critiche e non ha sempre dato esiti, in quanto alcuni pazienti sono morti o in alcuni casi i geni erano stati infettati da virus durante la terapia.